# Hawaii Egyetem
A Hawaii Egyetemrendszer (angolul: University of Hawaiʻi, korábban: Hawaii Egyetem, rövidítve: UH) állami támogatású egyetem és főiskola, ami három egyetem, hét közösségi főiskola, három egyetemközpont, négy oktatóközpont és több kutatóintézet programjait szervezi, hat szigeten az államban. Az iskola adminisztrációs irodái Mānoában találhatók.

## Intézményei

### Egyetemek
- Hawaii Egyetem, Mānoa
- Hawaii Egyetem, Hilo
- Hawaii Egyetem, Nyugat-Oahu

### Főiskolák
- Hawaii Egyetem Maui Főiskola

### Közösségi főiskolák
- Hawaii Közösségi Főiskola, Hilo
- Hawaii Közösségi Főiskola, Kailua Kona
- Honolului Közösségi Főiskola
- Kapiʻolani Közösségi Főiskola
- Kauai Közösségi Főiskola
- Leewardi Közösségi Főiskola
- Windwardi Közösségi Főiskola

### Szakiskolák
- Daniel K. Inouye Gyógyszerészeti Főiskola
- Óceán-, és Földtudományos Technológiai Iskola
- John A. Burns Orvostudományi Iskola
- William S. Richardson Jogi Iskola
- Shidler Üzleti Főiskola

### Kutatóközpontok
- Filippinológiai Központ
- Hawaiʻi Rákkutató Központ
- East-West Központ
- Haleakalā Obszervatórium
- Hawaiʻi Természetes Energia Intézete
- Asztronómiai Intézet
- Geofizikai és Planetológiai Intézet
- Tengerbiológiai Intézet
- Lyon Arborétum
- Mauna Kea Obszervatórium
- W. M. Keck Obszervatórium
- Waikīkī Aquarium

### Egyetemközpontok
- Hawaii Egyetem Nyugat-Hawaii Központ
- Hawaii Egyetem Kauai Központ
- Hawaii Egyetem Maui Központ

### Oktatóközpont
- Molokai Oktatóközpont
- Lānai Oktatóközpont
- Hāna Oktatóközpont
- Waianae Oktatóközpont
- Lāhainā Oktatóközpont

## Kiemelkedő tanulók és professzorok
- Daniel Inouye, az Egyesült Államok szenátora Hawaiiból
- Tammy Duckworth, az Egyesült Államok szenátora Illinois államból
- Mazie Hirono, az Egyesült Államok szenátora Hawaiiból
- Bette Midler, színésznő, komikus
- Georgia Engel, színésznő
- Barack Obama Sr., Barack Obama amerikai elnök apja
- Ann Dunham, Barack Obama amerikai elnök anyja
- Maya Soetoro-Ng, Barack Obama amerikai elnök féltestvére
- Békésy György, Nobel-díjas biofizikus tanított az egyetemen

## Galéria
- A nyugat-oahui campus
- A W. M. Keck Obszervatórium
- A Maui Főiskola
- A UK Infravörös Teleszkóp
- A Lyon Arborétum
- A hilói egyetem
- A Kapiolani Közösségi Főiskola
- A Haleakala Obszervatórium
- A Honolulu Közösségi Főiskola
- Kanada-Franciaország-Hawaii Teleszkóp